# Dynasty Warriors 4
Dynasty Warriors 4 (真・三國無双3 Shin Sangoku Musōu 3, Chân Tam Quốc vô song 3) là một game thuộc thể loại hack and slash (chặt chém) và phần thứ tư trong dòng game Dynasty Warriors nổi tiếng. Dynasty Warriors 4 được phát triển bởi hãng Omega Force và do Koei phát hành.  Trò chơi có trên hệ máy PlayStation 2 (PS2) và Xbox với nội dung dựa theo bộ tiểu thuyết lừng danh Tam quốc diễn nghĩa của La Quán Trung. Qua những phần tiếp theo trong dòng game có xu hướng chệch hướng khỏi cốt truyện thực của Tam quốc diễn nghĩa thay vì đưa người chơi bước vào diễn biến trong cốt truyện của trò chơi nhiều hơn nữa. Khi game được phát hành tại Nhật Bản dưới cái tựa Shin Sangokumusou 3, nó đứng đầu các bảng xếp hạng doanh số bán hàng, bán được hơn một triệu bản trong vòng chín ngày, và nhận được số điểm trung bình là 78/100 trên Metacritics.
Lúc đầu trò chơi được phát hành trên PS2 vào tháng 3 năm 2003, về sau được chuyển sang Xbox vào tháng 9 cùng năm, đến năm 2005 thì chuyển sang cho PC dưới tên gọi Dynasty Warriors 4 Hyper. Nhà sản xuất còn phát hành thêm hai bản mở rộng cho phiên bản PS2 của trò chơi, Xtreme Legends và Empires. Trong khi Xtreme Legends yêu cầu người chơi sử dụng đĩa gốc Dynasty Warriors 4 để tiếp cận tất cả các tính năng của nó, Empires là một bản độc lập và có thể chơi được toàn bộ nội dung của nó mà không cần dùng đĩa gốc. Đây là phần đầu tiên trong dòng Dynasty Warriors giới thiệu bản mở rộng Empires và phần thứ hai gói gọn một bản Xtreme Legends. Các bản mở rộng này không có trên phiên bản Xbox của trò chơi.

## Lối chơi
Dynasty Warriors 4 mở rộng so với người tiền nhiệm của nó bằng cách thêm nhân vật mới, chế độ chơi mới và 'Edit Mode' hoàn toàn mới. Thay vì thói quen tuân thủ nghiêm chỉnh trong suốt trận chiến, những sĩ quan trong chừng mực nào đó sẽ có một phản ứng lớn hơn đối với các sự kiện đang diễn ra trên chiến trường trong game và có thể tác động với những thứ thường xuyên hơn. Mục đích của hầu hết các màn trong Dynasty Warriors 4 là đánh bại tướng lĩnh của địch. Người chơi phải tìm cách đánh tan các sĩ quan và quân đội địch trong khi cố gắng giữ cho chỉ huy của mình còn sống sót. Một số màn có những mục tiêu phụ dành cho người chơi hoàn thành khiến việc qua màn trông dễ dàng hơn, mở khóa những tính năng mới, hoặc sự giúp đỡ trong các màn sau. Mỗi nhân vật đều có loại vũ khí độc đáo của riêng mình và khả năng siêu nhiên khác nhau. Phạm vi từng màn chơi cho phép mỗi phe có tới hàng ngàn binh lính trên chiến trường. Game sử dụng một hệ thống kết hợp khá đơn giản để người chơi có thể tung ra một loạt chiêu thức liên tục; với mỗi combo tuyệt chiêu có thể lên đến 10. Và những thiết kế nhân vật và chiêu thức tấn công mới mẻ cũng được cập nhật trong đòn đánh này, để lại sát thương nhiều hơn và nâng cao kỹ năng nhân vật của người chơi một cách dễ dàng hơn.
Vào lúc đầu game người chơi sẽ chọn cho mình một vị tướng dưới quyền (Officer) gồm Lưu Bị (Liu Bei), Trương Phi (Zhang Fei) và Quan Vũ (Guan Yu) cho Thục Hán (Shu Kingdom); Hạ Hầu Đôn (Xiahou Dun), Hạ Hầu Uyên (Xiahou Yuan) và Tào Tháo (Cao Cao) cho Tào Ngụy (Wei Kingdom); và Tôn Thượng Hương (Sun Shang Xiang), Hoàng Cái (Huang Gai) và Tôn Kiên (Sun Jian) cho Đông Ngô (Wu Kingdom). Nó có thể mở khóa các nhân vật mới từ các phe phái khác cũng như sử dụng một nhân vật do người chơi tạo ra trong bất kỳ chiến dịch nào đi nữa. Mục 'Edit Mode' mới cho phép người chơi tạo ra một viên tướng dưới quyền từ bộ tính năng, chuyển động, và vũ khí mới để sử dụng trong 'Kaiba Mode.' Thế đánh và chuyển động của nhân vật bị ảnh hưởng bởi giới tính của họ và vũ khí mà người chơi trang bị cho họ. Cử động dành cho vũ khí đều lấy từ các tướng dưới quyền xuất hiện trước đây cũng như từ hai nhân vật đã bị gỡ bỏ khỏi Dynasty Warriors 4 có trong Dynasty Warriors 3: Phục Hy (Fu Xi) và Nữ Oa (Nu Wa). Một số nhân vật chỉ có thể được mở khóa bằng cách hoàn thành tùy chọn mục tiêu phụ; đa số đều được mở khóa bằng cách hoàn thành những trận đánh nhất định trong lối chơi. Số lượng nhân vật tối đa lên tới 42, 46 với các nhân vật được tạo ra.
Mỗi nhân vật trong game đều có khả năng trang bị vật dụng. Những loại vũ khí trong game, không giống như các bản trước đây, có thể được thăng cấp. Một số loại vật dụng chỉ được tìm thấy ở những màn nhất định nếu người chơi hoàn thành mục tiêu đề ra. Đôi khi mục tiêu có thể rất đơn giản, nhưng một số khác thì lại không được dễ như vậy. Bằng cách đánh bại tướng lĩnh và phó tướng của địch, nhân vật của người chơi sẽ được thưởng điểm kinh nghiệm tùy theo độ khó của từng bộ tướng dưới quyền và số lượng tên đánh bại được. Điểm kinh nghiệm này được phân bổ vào cuối màn và cho phép người chơi gia tăng các thuộc tính của mình hoặc sở hữu những hình dáng mới. Mỗi bộ tướng của người chơi có 9 cấp khi trang bị vũ khí tiêu chuẩn và cấp thứ 10 chỉ có được thông qua những yêu cầu đặc biệt trong game, và độ khó cỡ "Hard" thì phải tìm kiếm lòng vòng như hầu hết các phiên bản, dễ làm người chơi nản lòng. Các loại vật dụng thông thường đều có một số hiệu ứng tác động đến người chơi như làm tăng sức tấn công, phòng thủ và tốc độ di chuyển. Ngoài ra người chơi cũng có thể khôi phục thanh máu để tránh bị giết hay đột nhiên lăn đùng ra "Game Over" bằng cách thu lượm mấy cái hộp "bánh bao" ngay từ đầu game hệt như các phần trước trong dòng Dynasty Warriors. Bên cạnh đó, một số vật phẩm còn giúp gia tăng một loại kỹ năng nào đó lên 2 lần trong khoảng thời gian giới hạn. Xuyên suốt trò chơi, đôi lúc người chơi phải bỏ công sức đi lấy những hộp bánh bao và vò rượu tại một số địa điểm nhất định ở những màn chơi riêng biệt. Như đã nói ở trên, các loại vật dụng đặc biệt cũng có thể được mở khóa bằng cách hoàn thành các mục tiêu trong khi chơi. Vật dụng đặc biệt giúp người chơi tăng một loạt chỉ số trong thời gian ngắn, ban cho tuyệt chiêu hoặc kỹ năng vô song, hoặc thậm chí là cưỡi trên một con voi hoặc ngựa.
'Musou Mode,' chế độ chiến dịch chính, có các chiến dịch riêng biệt cho từng phe hơn là 'Musou Mode' dành riêng cho mỗi nhân vật như trong Dynasty Warriors 3, khiến người chơi thêm phần bực bội khi mở khóa các nhân vật yêu thích của mình. Vì vậy, Musou Mode trong Dynasty Warriors 4 tạo điều kiện dễ dàng hơn cho người chơi mở khóa các nhân vật yêu thích. Trong khi cốt truyện vẫn là tuyến tính, 'Musou Mode' có kết thúc mở nhiều hơn tùy thuộc vào hành động của người dùng, các sự kiện khác nhau sẽ xảy ra, chẳng hạn như mở khóa các nhân vật mới để sử dụng các phe phái mới. Những phe có mặt trong game gồm ba nước Thục, Ngụy, Ngô, và các nhân vật mở khóa bao gồm các sứ quân đã bị đánh bại trong cuốn tiểu thuyết Tam quốc diễn nghĩa mà dòng game dựa vào đó. Các tính năng trong game gồm có chiến trường rộng lớn, một số lượng lớn quân địch và tướng tá của chúng và nhiều kết quả cho từng màn chơi. Một số màn còn sử dụng cả loại vũ khí công thành (một yếu tố mới trong dòng game) và giới thiệu cả thiết bị công thành chuyên dụng như thang gỗ, trục phá thành và máy bắn đá. Dù chưa hẳn là đóng vai trò thiết yếu qua màn nhưng nếu người chơi có vũ khí công thành trong tay sẽ làm tăng nhuệ khí quân mình và giúp cho việc công thành được thuận lợi hơn.
Yếu tố tinh thần của binh sĩ tương tự như các bản Dynasty Warrior trước đây. Nhuệ khí tăng hay giảm bằng cách người chơi thực hiện một số hành động tích cực đối với quân đội của mình. Hành động đó giúp tạo nên hiệu ứng này bao gồm đánh bại quân địch tới năm mươi tên, đánh bại tướng dưới quyền của địch, và hoàn thành các sự kiện đặc biệt như phục kích, vây đánh và phát hiện đồn lũy của đối phương. Tinh thần trong game có một tác động mạnh đến đại quân của người chơi, quyết định sức mạnh và tốc độ của họ, cũng như khả năng thực hiện chiêu thức Berwald. Thỉnh thoảng, khi người chơi phải đối mặt với phó tướng của quân địch thì hắn ta sẽ thách đấu tay đôi. Thông thường các tướng địch sẽ trở nên khó đánh hơn trong các trận đấu tay đôi. Nếu người chơi chấp nhận sẽ được chuyển đến một đấu trường nhỏ cách xa chiến trường chính, và trận đấu tay đôi sẽ diễn ra cho đến khi chiến thắng hoặc hết thời gian. Nếu người chơi từ chối, tinh thần của quân mình sẽ giảm xuống. Nếu người chơi thắng, tinh thần của họ sẽ tăng lên và các tướng địch đều bị loại bỏ khỏi chiến trường.

## Cốt truyện

### Bối cảnh
Dynasty Warriors 4 lấy bối cảnh Trung Quốc cổ đại suốt thời kỳ Tam Quốc. Game khởi đầu vào cuối thời Đông Hán, một thời gian ngắn sau cái chết của Hán Linh Đế tới khi bùng nổ cuộc Khởi nghĩa Khăn Vàng dưới sự lãnh đạo của Trương Giác chống lại triều đình. Một số yếu tố trong trò chơi được xây dựng dựa trên các khía cạnh của Thần thoại Trung Quốc và có sự pha trộn bảy thực ba hư trong câu chuyện của Tam quốc diễn nghĩa.
Một loạt địa danh, nhân vật và sự kiện trong Dynasty Warriors 4 được cho là đã xảy ra trong lịch sử Trung Quốc dù có nhiều cái hơi phóng đại để làm cho trò chơi hấp dẫn hơn với người chơi. Ngoài ra còn có một số chi tiết không đúng về mặt lịch sử như vũ khí của Chu Thái, một thanh tachi (Thái Đao), vì chẳng có sử liệu nào ghi chép về loại vũ khí này được sử dụng trong thời kỳ đó. Môi trường trong game gần giống với Trung Quốc cổ đại và các vật dụng khác mang đậm dấu ấn của thời kỳ này. Những vật dụng thông thường có mặt trong trò chơi bao gồm Tiên tửu (Fairy Wine) và Điểm sấm (Dim Sum).

### Màn chơi
Nhiều màn chơi trong game tái hiện lại những trận đánh nổi tiếng có thật trong lịch sử hay bước ra từ cuốn tiểu thuyết Tam quốc diễn nghĩa, trong khi những sáng tạo nguyên thủy thì trở nên phổ biến hơn với các phiên bản mới. Tất nhiên, những chiến trường không phải là bản sao chính xác của các địa danh gốc, như những kiến lập, công trình mới này và các cơ sở khác đều được ưu tiên hàng đầu. Lấy ví dụ, Hợp Phì, một địa điểm quan trọng trong game và trong bối cảnh lịch sử, đã được phát triển và mở rộng thành một khu vực đô thị hoá, khiến cho việc mô phỏng khó mà làm được. Thay vào đó, các màn chơi này đều được thiết kế để cho sự chính xác về mặt lịch sử trông mơ hồ, tập trung nhiều hơn vào biểu hiện của tâm trạng và hiệu ứng; những không tái sử dụng trong mỗi trận đánh, nhưng thay vì được cập nhật trong mỗi phiên bản Dynasty Warriors, nhằm lưu lại các bản mở rộng của trò chơi - trong trường hợp này là Dynasty Warriors 4: Xtreme Legends và Dynasty Warriors 4: Empires

### Nhân vật
* Chỉ những nhân vật mới trong dòng game
| Thục (Shu)                  | Ngụy (Wei)                | Ngô (Wu)                           | Khác (Other)             |
| --------------------------- | ------------------------- | ---------------------------------- | ------------------------ |
| Quan Vũ (Guan Yu)           | Tào Tháo (Cao Cao)        | Đại Kiều (Da Qiao)                 | Điêu Thuyền (Diao Chan)  |
| Hoàng Trung (Huang Zhong)   | Tào Nhân* (Cao Ren)       | Cam Ninh (Gan Ning)                | Đổng Trác (Dong Zhuo)    |
| Khương Duy (Jiang Wei)      | Điển Vi (Dian Wei)        | Hoàng Cái (Huang Gai)              | Lã Bố (Lu Bu)            |
| Lưu Bị (Liu Bei)            | Tư Mã Ý (Sima Yi)         | Lã Mông (Lu Meng)                  | Mạnh Hoạch (Meng Huo)    |
| Mã Siêu (Ma Chao)           | Hạ Hầu Đôn (Xiahou Dun)   | Lục Tốn (Lu Xun)                   | Viên Thiệu (Yuan Shao)   |
| Bàng Thống (Pang Tong)      | Hạ Hầu Uyên (Xiahou Yuan) | Tôn Sách (Sun Ce)                  | Trương Giác (Zhang Jiao) |
| Ngụy Diên (Wei Yan)         | Từ Hoảng (Xu Huang)       | Tôn Kiên (Sun Jian)                | Chúc Dung (Zhu Rong)     |
| Nguyệt Anh* (Yue Ying)      | Hứa Chử (Xu Zhu)          | Tôn Quyền (Sun Quan)               |                          |
| Trương Phi (Zhang Fei)      | Trương Cáp (Zhang He)     | Tôn Thượng Hương (Sun Shang Xiang) |                          |
| Triệu Vân (Zhao Yun)        | Trương Liêu (Zhang Liao)  | Thái Sử Từ (Taishi Ci)             |                          |
| Gia Cát Lượng (Zhuge Liang) | Chân Lạc (Zhen Ji)        | Tiểu Kiều (Xiao Qiao)              |                          |
|                             |                           | Chu Thái* (Zhou Tai)               |                          |
|                             |                           | Chu Du (Zhou Yu)                   |                          |

* Chỉ những nhân vật mới trong dòng game

Chữ đậm chỉ những nhân vật mặc định

Chú thích: Phục Hy và Nữ Oa đã bị gỡ bỏ trong DW4

### Chiến dịch
Mặc dù Dynasty Warriors 4 không cho phép người chơi khám phá tình tiết của câu chuyện trong phần chiến dịch từng phe, mục 'Musou Modes' của ba nước chỉ bám theo các sự kiện chính của phần chiến dịch Tam quốc diễn nghĩa.

## Phát triển
Do sự thành công của Dynasty Warriors 3, Omega Force đã bắt đầu phát triển phần tiếp theo, Dynasty Warriors 4 và những bản mở rộng của nó. Phần thứ tư trong dòng game lần đầu tiên đã giới thiệu bản mở rộng Empires, nhưng nó không được thiết kế bởi cùng một người thiết kế ra Dynasty Warriors 4 là Sho Tomohiko. Mặc dù ông không phải là nhà thiết kế cho tất cả các bản Dynasty Warriors mà ông có tham gia vào quá trình sản xuất cho họ, thường là người lập kế hoạch. Omega Force hoạt động dưới quyền Koei chỉ là một nhóm phát triển nội bộ và chủ yếu tập trung vào dòng game Dynasty Warriors và Samurai Warriors. Những điểm tương đồng đã được chỉ ra giữa hai dòng game, như các bản mở rộng Xtreme Legends và Empires, cũng như dàn diễn viên lồng tiếng tương tự được sử dụng suốt một số bản từ mỗi sê-ri. Phần lồng tiếng được lặp đi lặp lại giữa các phiên bản bao gồm Beau Billingslea, Steven Jay Blum và Richard Epcar.

### Âm thanh
Dòng game Dynasty Warriors chưa bao giờ sử dụng phong cách âm nhạc thường được xài trong thời đại mà trò chơi lấy bối cảnh. Dynasty Warriors 4 chẳng có gì khác biệt và có phong cách âm nhạc tương tự như của Dynasty Warriors 3, sử dụng sự pha trộn giữa loại nhạc rock, metal, và heavy metal với giọng thấp của âm nhạc truyền thống Trung Quốc. Tuy vậy, trên thực tế có một số lượng lớn ca khúc khác nhau trong suốt trò chơi. Bài hát kết thúc chủ đề của game, "Cross Colors," do Yuki Koyanagi trình diễn và âm nhạc được sáng tác bởi Kazuhiro Hara. Bài này đều được hát bằng cả tiếng Nhật và tiếng Anh bởi cùng một ca sĩ và phát hành cho phiên bản Mỹ và Nhật của trò chơi.

## Đón nhận
Trước khi phát hành chính thức, Dynasty Warriors 4 đã có triển vọng đầy hứa hẹn sau bài preview của GameSpot UK hai tháng trước khi game được tung ra. Dù vẫn rất giống với các tựa game trước trong sê-ri, nhìn chung cơ chế đồ họa có nhiều tinh chỉnh và lối chơi được mở rộng hơn trước, với sự xuất hiện của nhiều nhân vật và màn chơi mới tinh.
Dynasty Warriors 4 vừa mới tung ra đã có doanh số khá cao ở Nhật Bản, bán được hơn một triệu bản trong một thời gian ngắn sau khi phát hành. Lần phát hành tại Mỹ đã không tạo ra sự kỳ vọng lớn như ở Nhật Bản chủ yếu là do thị trường dành cho dòng Dynasty Warriors nơi đây khá nhỏ, nhưng nó vẫn có doanh thu khá tốt và ngang với Nhật, Dynasty Warriors 4 như vậy đã bước chân vào bảng xếp hạng Greatest Hits. Vào lúc này thì Dynasty Warriors 4 đã vươn lên trở thành tựa game co-op hay nhất đứng thứ năm của IGN trên PS2. Trò chơi bị giới phê bình chỉ trích rất giống với những phiên bản cũ trong dòng game này và giữ lại một số tính năng như sương mù và lối chơi lặp đi lặp lại. Ngay cả với những nhược điểm này đi nữa thì cũng không ngăn hãng Koei tiếp tục phát hành hai bản mở rộng cho Dynasty Warriors 4 Xtreme Legends và Dynasty Warriors 4 Empires. Nó đã được chuyển thể sang hệ máy Xbox và cho PC như một bản Hyper. Armchair Empire bình luận rằng khi có quá nhiều thứ xảy ra trên màn hình cùng một lúc thì game có xu hướng chậm lại
Phần lồng tiếng Anh cho dòng game này thường bị chỉ trích là tệ hại vẫn còn trong DW4. Giọng lồng tiếng Anh của dòng Dynasty Warriors sử dụng phát âm tiếng Anh đơn giản dành cho bính âm Hán ngữ được Latinh hóa tên gọi các nhân vật và địa danh. Kết quả dẫn đến những sai sót trong các cuộc đối thoại với sự phát âm tiếng Anh không chính xác về văn tự gốc tiếng Trung.

## Các phiên bản và bản mở rộng
Dynasty Warriors 4 có tới hai bản mở rộng và một bản tái phát hành. Cái đầu là Dynasty Warriors 4 Xtreme Legends và thêm tùy chọn và mục chơi mới. Cái thứ hai là Dynasty Warriors 4 Empires, bổ sung thêm phần chơi kiểu chiến lược vào bản gốc. Game còn được tái phát hành với tên gọi Dynasty Warriors 4 Hyper (真・三國無双3ハイパー Shin Sangokumusou 3 Hyper) tại Nhật Bản. Hyper là bản chuyển thể của Dynasty Warriors 4 qua cho Windows 2000/Windows XP.

### Dynasty Warriors 4: Xtreme Legends
Dynasty Warriors 4: Xtreme Legends (真・三國無双3 猛将伝 Shin Sangokumusou 3 Moushouden) là bản mở rộng Dynasty Warriors 4 cho PlayStation 2 do hãng Omega Force phát triển và Koei phát hành. Bản mở rộng này đã được phát hành tại Mỹ vào ngày 4 tháng 11 năm 2003. Đôi khi được viết tắt thành DW4XL, đã cải thiện đôi chút hiệu ứng thời tiết và phản xạ của nhân vật trong nền đồ họa tổng thể. Người chơi phải cần đến đĩa gốc DW4 nếu muốn chơi những mục bên ngoài như 'Musou Mode.'
Bản mở rộng bổ sung thêm những cấp độ khó mới ('Beginner' và 'Expert') và những mục chơi mới ('Arena Challenge' và 'Legend'). Trong phần 'Arena Challenge Mode,' người chơi có thể tham gia vào cuộc quyết đấu tay đôi với những đối thủ khác, và sẽ được ban thưởng nếu thắng. Mục chơi mới 'Legend Mode' nhằm trau dồi về các năng lực cá nhân của mỗi chiến binh trong Dynasty Warriors. Số lượng vũ khí cá nhân đều có thể nâng lên tới hạng thứ 11, làm tăng chỉ số của vũ khí hơn nữa. Do tầm quan trọng lớn của hệ thống đấu tay đôi trong bản mở rộng này, có lúc được coi là một trò chơi riêng biệt - tách rời khỏi bản gốc Dynasty Warriors 4.

### Dynasty Warriors 4: Empires
Dynasty Warriors 4: Empires (真・三國無双3 Empires (Shin Sangokumusou 3 Empires) trong tiếng Nhật) là bản mở rộng thứ hai của Dynasty Warriors 4, phát hành độc quyền cho PlayStation 2 vào ngày 31 tháng 8 năm 2004 tại Mỹ. Phiên bản này thêm vào một phần chơi chiến lược mới gọi là 'Empire Mode' dựa theo dòng game Romance of the Three Kingdoms. Tuy nhiên, lối chơi theo hướng tấn công hoặc phòng thủ chống lại lực lượng đối phương giống y như bản gốc Dynasty Warriors 4. Mục tiêu chính trong Empire Mode là nhằm thống nhất các thế lực thời Tam Quốc để phá đảo game, bằng cách xâm chiếm và chinh phục tất cả các khu vực và vùng đất của Trung Quốc. Ngoài ra, phần lồng tiếng Nhật được  thêm vào bản PS2 của Dynasty Warriors 4 Empires cho phiên bản Mỹ.
Trong 'Empire Mode,' người chơi có thể tự chọn một người cai trị cho phe mình, cùng với hai vị tướng chính và ba viên phụ tá nhỏ hỗ trợ dưới trướng. Trong trận chiến, việc bắt giữ sĩ quan của đối phương được thực hiện bằng cách hạ thấp tinh thần của họ và đánh bại họ. Vào cuối cuộc chiến mà người chơi chiến thắng, thì sẽ có khả năng tuyển mộ số sĩ quan bị bắt nếu thả họ ra. Trước mỗi trận đánh, người chơi sẽ được lựa chọn quyền sử dụng "chiến thuật chính trị" (Political Tactics), chẳng hạn như tăng hoặc giảm thời gian các trận đánh hoặc ngăn chặn quân địch tiếp viện trong trận đánh. Người chơi cũng có thể tiến hành liên minh với các lực lượng khác; đôi khi họ có thể làm thay đổi cục diện chiến sự đang diễn ra, chẳng hạn như yêu cầu quân đồng minh cử viện binh chống lại phe đối phương. Tuy vậy, những liên minh này chỉ kéo dài trong một khoảng thời gian nhất định được quyết định bởi chiến thuật sử dụng. Bên cạnh đó còn có thêm mục 'Archives Mode' hiển thị chuyển động và giọng nói của sĩ quan, kèm theo nơi trưng bày tranh ảnh và các đoạn phim cắt cảnh trong game.

### Dynasty Warriors 4: Hyper
Phiên bản PC của trò chơi này có vài tính năng độc quyền, chẳng hạn như đồ họa cải tiến, tùy chọn độ phân giải cao hơn làm tăng tính hiện thực cho mỗi chiến trường, số lượng nhân vật hiện diện cùng lúc trên màn hình cùng tầm nhìn được tăng gấp đôi so với các phiên bản trước, tùy chọn phần lồng tiếng song ngữ cho phép người chơi thưởng thức phần lời thoại nguyên bản tiếng Nhật, và AI của đối phương được cải thiện khiến kẻ thù giờ đây đáng sợ hơn và tấn công nhiều hơn. Tuy nhiên, nó không gồm luôn cả nội dung được bổ sung từ bản Dynasty Warriors 4: Xtreme Legends.